# Rhamnidium ellipticum
Rhamnidium ellipticum är en brakvedsväxtart som beskrevs av Nathaniel Lord Britton och Wilson. Rhamnidium ellipticum ingår i släktet Rhamnidium och familjen brakvedsväxter. Inga underarter finns listade i Catalogue of Life.